# Neuracanthus polyacanthus
Neuracanthus polyacanthus är en akantusväxtart som först beskrevs av Gustav Lindau, och fick sitt nu gällande namn av C. B. Cl.. Neuracanthus polyacanthus ingår i släktet Neuracanthus och familjen akantusväxter. Inga underarter finns listade i Catalogue of Life.